# Posada de San Julián
La Posada de San Julián en Cuenca (España) debió formar parte de la mansión denominada hoy Casa de las Rejas, y como ella, su construcción data del siglo XVI. Su aspecto exterior es común al resto de los edificios de la calle Puerta de Valencia y calle 18 de Julio excepto la Casa de las Rejas.

## Descripción
La Posada es un edificio propio de la arquitectura tradicional conquense, de dos alturas, huecos regularmente repartidos y enmarcados en blanco, balcones de hierro, fachada policromada en amarillo y blanco y cornisa saliente. Sin embargo, su aspecto tradicional contrasta con el magnífico balcón de esquina de estilo renacentista.
Su distribución interior conserva en parte los elementos de una antigua posada popular: Planta muy irregular, estrechos pasillos, deficiente ventilación y muchos desniveles. No obstante, el edificio ha sufrido muchas modificaciones y de su aspecto original ya no queda prácticamente nada.
De su primera época como vivienda de alguna familia importante no queda más que las grandes arquerías de sillería de lo que era el patio y hoy se utiliza como comedor. Son dos arquerías con dobles arcos rebajados sostenidos por gruesos pilares cuyas basas y capiteles están tan sólo señalados pero sin decorar.
En la planta baja hay un primer gran espacio rectangular al que se accede por unas dobles puertas. Esto se corresponde con el antiguo portón de entrada de carros y animales. De este primer recinto se pasa al comedor, de planta casi cuadrada, con amplias arquerías de piedra.
La planta superior ha quedado muy transformada pues parte de las antiguas cámaras se han utilizado para hacer nuevos dormitorios y baños. En las habitaciones se mantienen los techos de vigas de madera y en los pasillos se han dejado las maderas vistas.